# Somebody to You
«Somebody to You» — сингл британской поп-рок группы The Vamps. Версия, записанная с Деми Ловато, была выпущена 18 мая 2014 в качестве четвёртого сингла с альбома «Meet the Vamps». Песня заняла четвёртое место в чарте синглов Великобритании, став четвёртой песней The Vamps, вошедшей в топ-5. В Австралии песня расположилась на 14 строчке, став самой успешной песней группы в этой стране.
Песня была выпущена в качестве официального первого сингла группы в США вместе с дебютным EP «Somebody to You» 4 августа 2014.

## Музыкальное видео
Официальный видеоклип на сингл был представлен на YouTube 9 июня 2014. Режиссёром клипа стал Эмиль Нава, сняв его в Малибу, Калифорния. Видео повествует о молодой девушке (которую сыграла Лора Морана), проводящей лето с друзьями, пока та не встретила The Vamps и в неё не влюбился вокалист группы (Брэдли Симпсон). Деми Ловато появляется в нескольких сценах клипа.

## Живые выступления
The Vamps и Ловато исполнили песню на шоу Эллен Дедженерес.

## Список композиций
- Цифровая загрузка[2]

1. «Somebody to You» (Single version) (featuring Demi Lovato) — 3:03

- Цифровая загрузка — Акустическая версия[3]

1. «Somebody to You» (Acoustic version) (featuring Demi Lovato) — 3:01

- Цифровая загрузка — EP[4]

1. «Somebody to You» (Durrant & More Club Mix) (featuring Demi Lovato) — 4:45

1. «Can We Dance» (Live from the O2) — 3:44
2. «Sweater Weather» — 3:16

- CD1

1. «Somebody to You» — 3:03
2. «Midnight Memories»
3. «That Girl»
4. «On the Floor»

- CD2

1. «Somebody to You» (James & Connor version)
2. «Rough Night» (demo)

- DVD

1. «Somebody to You» (клип) — 3:03
2. «Carry on Vamping: A Day on Tour» (документальный фильм)